# Panhandle (Texas)
Panhandle is een town in het noorden van de Amerikaanse staat Texas, die bestuurlijk gezien onder Carson County valt. De plaats is genoemd naar de Texas Panhandle, het uitsteeksel dat het uiterste noorden van Texas vormt ten opzichte van de rest van de staat.

## Demografie
Bij de volkstelling in 2000 werd het aantal inwoners vastgesteld op 2589.
In 2006 is het aantal inwoners door het United States Census Bureau geschat op 2614, een stijging van 25 (1,0%).

## Geografie
Volgens het United States Census Bureau beslaat de plaats een oppervlakte van
5,5 km², geheel bestaande uit land.

## Plaatsen in de nabije omgeving
De onderstaande figuur toont nabijgelegen plaatsen in een straal van 36 km rond Panhandle.